# (16366) 1979 ME7
1979 أم إي 7 (ويعرف أيضًا باسم (16366) 1979 أم إي 7 وفق تسمية الكوكب الصغير) (بالإنجليزية: 1979 ME7)‏ هو كويكب ضمن حزام الكويكبات؛ وترتيبه 16366 من حيث الاكتشاف.
اكتُشف هذا الجُرم الفلكي بواسطة اليانور إف. هيلين في 25 يونيو 1979.

## وصلات خارجية
- (16366) 1979 ME7 في قاعدة بيانات مختبر الدفع النفاث لأجرام النظام الشمسي الصغيرة

- الاكتشاف · مخطط المدار ·  العناصر المدارية · المعلمات المادية

- (16366) 1979 ME7 على موقع ويكي سكاي: DSS2, SDSS, GALEX, IRAS, Hydrogen α, X-Ray, Astrophoto, Sky Map, Articles and images